# Oliana
Oliana est une commune de la comarque de l'Alt Urgell dans la province de Lleida en Catalogne (Espagne).

## Géographie
Commune située dans le piémont des Pyrénées.

## Lieux et monuments
Oliana est connue pour abriter un des sites d'escalade les plus réputés dans le monde.

## Personnalités liées à la commune
- Jaume Sabartès (1881-1968), peintre et fils de Francesc Sabartés Obach, enseignant originaire d'Oliana[2].